# Gabriel Tarde

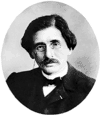

Gabriel Tarde (ur. 12 marca, 1843 w Sarlat, Francji, zm. 13 maja, 1904 w Paryżu), francuski socjolog, psycholog społeczny, filozof i kryminolog. Przez większość życia pracował jako prowincjonalny wykładowca, pod koniec życia został profesorem Collège de France. Wszechstronny myśliciel, uznawany za jednego z prekursorów socjologii i psychologii społecznej.
Twórca psychologistycznej socjologii redukującej wszelkie zjawiska, w tym ponadindywidualne byty społeczne, do podstawowych, indywidualnych przeżyć psychicznych. Podstawowym procesem wobec Tarde'a jest naśladownictwo (l'imitation), będące specyficznym rodzajem powtarzalności zjawisk, oraz wynalazek umożliwiający zmianę zjawisk. Indywidualistyczna teoria Tarde'a konkurowała z socjologią młodszego o 15 lat Émile'a Durkheima, który przyjmował, że istnieją byty społeczne jako takie. 
Tarde zajmował się również m.in. psychologią tłumu i publiczności. Poświęcona tym zagadnieniom książka "Opinia i tłum" została przetłumaczona na język polski. Tarde odróżnił tłum: stan fizycznej bliskości pewnej liczby osób od publiczności, którą cechuje bliskość duchowa mimo przestrzennego rozproszenia. Zdaniem Tarde'a w czasach najnowszych to publiczność, a nie tłum, jest bardziej charakterystycznym typem zbiorowości. 
Gabriel Tarde był twórcą modelu komunikacji, który polegał na odrzuceniu bezpośredniego wpływu prasy, w zamian proponując ideę publiczności aktywnej. Prasa, według Tarde'a, nie kreowała opinii publicznej, jedynie pokazywała punkt widzenia. Nie ona tworzyła historię, ponieważ każdy temat, przed napisaniem, występował już w społeczeństwie i był obecny w rozmowach. Według Tarde'a rozmowa jest podstawą tworzenia opinii indywidualnej, zatem władza prasy w tworzeniu idei kurczy się jedynie do  ukazania różnorodności punktów widzenia.
Popularność durkheimowskiej szkoły socjologii spowodowała marginalizację myśli Tarde'a.
Niemniej jego prace stały się inspiracją dla wczesnej psychologii społecznej oraz socjologii interakcjonistycznej. Do jego prac nawiązywali badacze ze szkoły chicagowskiej. Everett Rogers rozwinął koncepcję "praw imitacji" w wydanej w 1962 roku książce "Diffusion of innovations". Współcześnie do twórczości Tarde'a odwoływali się Gilles Deleuze i Bruno Latour.

## Dzieła
- La criminalité comparée (1890)
- La philosophie pénale (1890)
- Les lois de l'imitation (1890)
- Les transformations du droit. Étude sociologique (1891)
- Monadologie et sociologie (1893)
- La logique sociale (1895)
- Fragment d'histoire future (1896)
- L’opposition universelle. Essai d’une théorie des contraires. (1897)
- Écrits de psychologie sociale (1898)
- Les lois sociales. Esquisse d’une sociologie (1898)
- Opinia i tłum (L'opinion et la foule) (1901)